# Willy Böhmerle
Willy Böhmerle (* 30. Januar 1929 in Esslingen am Neckar; † 29. Juni 2012 ebenda) war ein deutscher Fußballspieler.
Böhmerle kam 1950 von den Sportfreunden Eßlingen zu den Stuttgarter Kickers, dort gelang ihm in der Saison 1950/51 der Aufstieg in die Fußball-Oberliga Süd. Insgesamt absolvierte Böhmerle 20 Spiele für die Kickers und wechselte danach zum SSV Reutlingen.
Nach seiner aktiven Karriere wurde Böhmerle Trainer beim TSV Wäldenbronn-Esslingen.
Seine Frau Lisa, geborene Drodofsky, war deutsche Nationaltorhüterin im Handball und zehnfache Württembergische Meisterin mit der Handballmannschaft der Kickers.